# Războiul Cvadruplei Alianțe
Războiul Cvadruplei Alianței a fost un conflict militar european minor care a avut loc între 1718 și 1720, în principal în Italia, între regatul Spaniei, pe de o parte, și Cvadrupla Alianță rezultată după Tratatul de la Londra din 1718 pe de altă parte, compusă din Arhiducatul Austriei, ca stat al Sfântului Imperiu Roman, regatul Franței, Marea Britanie și Republica celor Șapte Provincii Unite ale Olandei.

## Context
Războiul Succesiunii Spaniole (1701-1714) a avut ca rezultat recunoașterea lui Filip de Bourbon ca rege al Spaniei, dar regatul a pierdut prin Tratatul de la Utrecht posesiunile din Italia. Ducatul Milanului, regatul de Neapole și Sardinia au ajuns în mâinile Habsburgilor, iar Sicilia a fost încredințată Casei de Savoia sub autoritatea ducelui Victor Amadeus al II-lea care devine rege.
Țările slăbite de un război de treizeci de ani trebuiau să se consolideze. Cardinalul Giulio Alberoni (1664-1752) se distinge prin acțiunile sale, pregătind deja în 1714 căsătoria între Filip al V-lea și Elisabeta Farnese (1692-1766). În următorii ani el a devenit consilierului personal al reginei Spaniei și prim-ministru în 1715. Sub administrația sa, economia spaniolă s-a stabilizat și finanțele au fost reformate. Alberoni a reușit să construiască o nouă flotă (aproximativ 50 de nave în 1718) și să îmbunătățească armata. Filip al V-lea avea trei fii din prima căsătorie care puteau aspira la succesiune, astfel că Elisabeta Farnese dorea să obțină ducate în Italia pentru proprii săi fii. Alberoni și Filip al V-lea o susțin în acest efort, ambii având ambiția să reconstruiască „Marea Spanie“, așa că formulează pretenții pentru Sardinia și Sicilia.
Franța, de la moartea lui Ludovic al XIV-lea (1715), trăiește sub regența ducelui de Orleans, care guvernează în numele regelui încă minor, Ludovic al XV-lea. Având în vedere că Spania putea accede la tronul Franței, în cazul decesului tânărului Ludovic XV, Marea Britanie își propune să interzică uniunea personală a celor două coroane continentale sub egida Bourbonilor. Chiar și Provinciile Unite se simt amenințate de o viitoare expansiune spaniolă. Acest lucru conduce la încheierea unei alianțe între cele trei puteri, semnată la 4 ianuarie 1717, pentru a se opune Spaniei.

## Desfășurarea războiului

### Ostilitățile până la încheierea Alianței Cvadruple

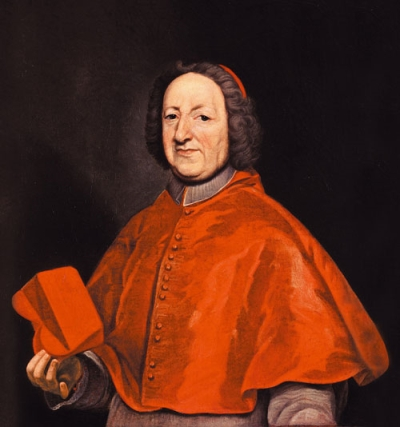
Cardinalul Alberoni

În noiembrie, 1717, fără a se preocupa de opoziția Triplei Alianțe, Spania trimite în Sardinia austriacă (Austria lupta din 1716 alături de Republica Veneția într-un război împotriva Imperiului Otoman) un corp expediționar de 8.000 de soldați.
Reacția austriacă este moale datorită utilizării armatelor Vienei în Balcani și președinte Consiliului austriac de război, prințul Eugen de Savoia (1683-1736), vrea să evite izbucnirea unui conflict în Italia. Acesta este preocupat pur și simplu de consolidarea apărării orașului Napoli, pe care îl consideră amenințat, în mâinile Habsburgilor.
După înfrângerea turcilor (5 august 1716, Bătălia de la Petrovaradin) de către trupele austriece comandate de prințul Eugene și pierderea unei mari părți a teritoriului ocupat de Imperiul Otoman în Balcani, inclusiv Belgradul (27 iulie 1718), puterile Triplei Alianțe doresc să încheie pacea între Austria și Imperiul Otoman pentru a angaja Austria în războiul împotriva Spaniei. La 21 iulie 1718 este încheiată Pacea de la Passarowitz între cele două părți și la 2 august Austria intră în alianța anti-spaniolă, alianță care devine Cvadrupla Alianța. Această alianță este un acord între statele care ar trebui să asigure echilibrul de forțe între puterile europene. Împăratul Carol al VI-lea renunță la orice pretenții la tronul Spaniei mulțumindu-se cu un schimb între Sicilia, în mâinile Savoiei, și Sardinia și sosirea unei ramuri a dinastiei Bourbon în Italia.
Aceste decizii trebuiau să fie propuse Spaniei căreia îi sunt prezentate cu amenințarea, în cazul respingerii, a unei declarații de război.

### Bătăliile din 1718

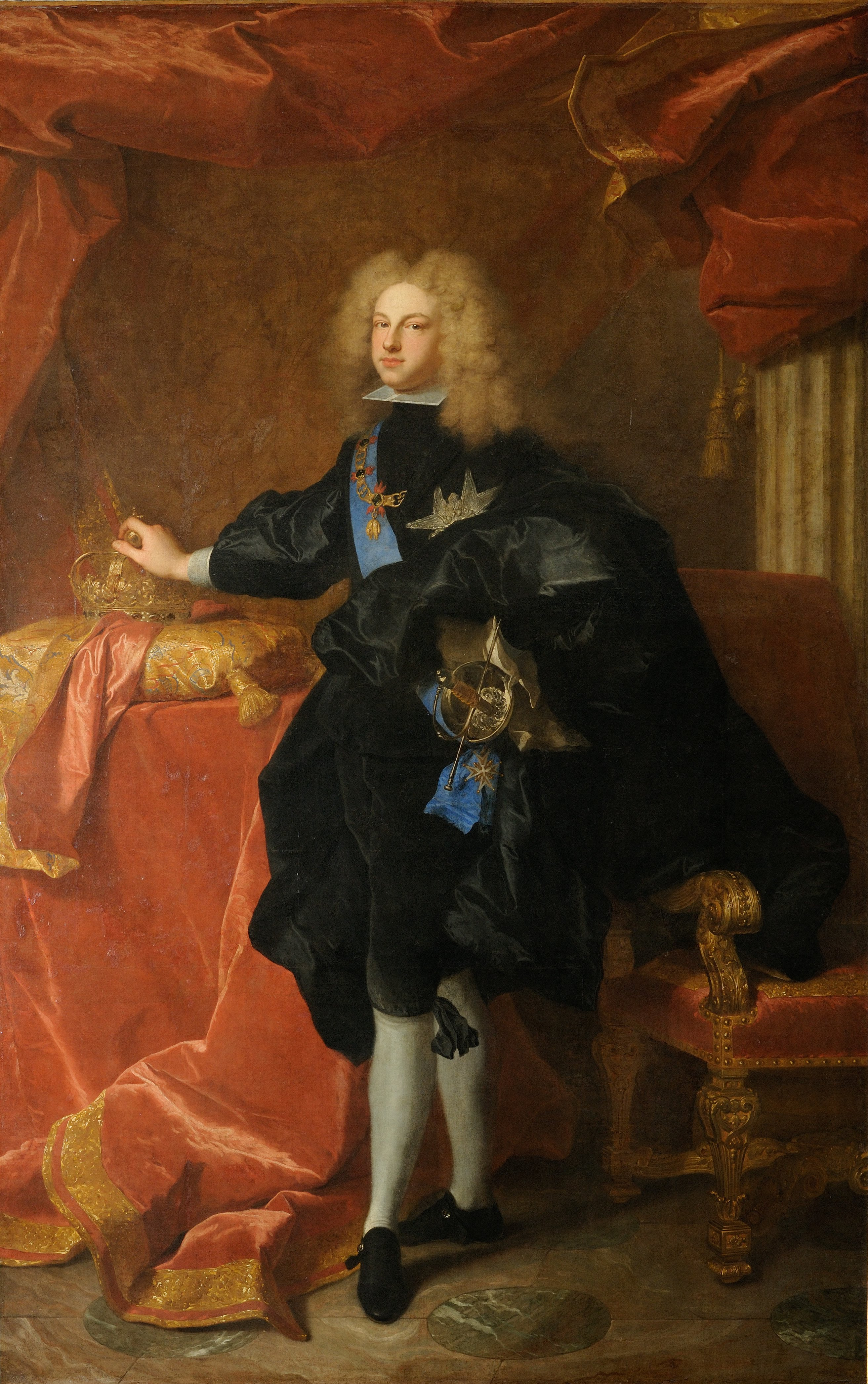
Filip al V-lea al Spaniei

La 3 iulie 1718, sub pretextul ostilității poporului siciliene împotriva casei de Savoia, o armată spaniolă debarcă în Sicilia, care aparținea de puțin timp de Ducatul de Savoia, și cucerește în primul rând Palermo, apoi toată Sicilia, cu excepția Messinei care a fost asediată până în septembrie. Cardinalul Alberoni îl sfătuiește pe Victor Amadeus al II-lea să se alăture Spaniei împotriva Austriei și să împartă cu Spania teritoriile ocupate. Marea Britanie trimite o puternică escadrilă în Marea Mediterană sub comanda amiralului George Byng pentru a-și proteja interesele comerciale. La Napoli, acesta se pune de acord cu viceregele austriac contele de Daun, care îl informează despre o intervenție viitoare a unei armate austriece în Sicilia. Pentru a face acest lucru posibil, era necesar să existe un control al mării. Astfel că Byng pleacă în căutarea flotei spaniole și în cele din urmă o descoperă la 11 august 1718 la Capul Passero, în extremitatea sudică a Siciliei. În bătălia navală care a urmat, Byng îi provoacă pe spanioli aflați la comanda amiralului Antonio Gaztañeta trăgând primele focuri pentru a justifica auto-apărarea. Spaniolii își pierd o mare parte din forțele lor și nu mai pot sprijini trupele din Sardinia și Sicilia.
Între timp, la 2 august 1718 tratatul de alianță între Marea Britanie, Austria și Franța este semnat cu promisiunea aderării Provinciilor Unite și a Neapolelui. O mică armată austriacă este alcătuită și, în toamna lui 1718, se îndreaptă spre Sicilia, după ce aliații au asigurat dreptul de proprietate asupra acesteia împăratului. Pentru a transfera acest contingent la Milazzo, s-a organizat un mic cap de pod.
La 17 decembrie 1718, Spania respinge definitiv condițiile impuse de cvadrupla alianță și războiul este declarat în mod oficial. Se va extinde, de asemenea, în coloniile spaniole din America de Sud, unde britanicii încercau să-și extindă influența. La sfârșitul anului numai Austria și Marea Britanie sunt angajate împotriva Spaniei, Franța și Provinciile Unite intrând în război în 1719.

### Bătăliile din 1719 până la semnarea păcii

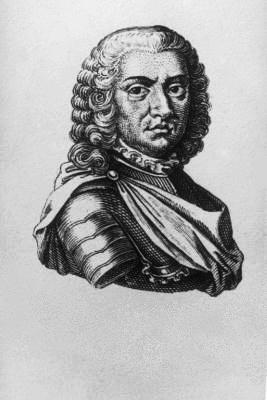
Claude Florimond de Mercy (1666-1734)

La începutul anului 1719, Franța intră în război după descoperirea unui complot al ambasadorului spaniol împotriva ducelui de Orleans. Franța trimite în primăvara anului 1719 o armată sub ordinele mareșalului Berwick care traversează Pirineii și intră în provincia bască. Arma trebuie să se retragă însă în noiembrie, din cauza dificultăților de aprovizionare. O altă ofensivă spre Catalonia permite cucerirea orașelor Fuenterrabia, Urgell și San Sebastian, dar au trebuit să fie abandonate din același motiv. În coloniile americane, trupele franceze cuceresc Pensacola, Florida.
Pe parcursul anului 1719, Austria reușește să recucerească Sicilia. Eugen de Savoia refuză să preia comanda trupelor austriece, și aceasta este încredințată lui Claude Florimond Mercy (1666-1734). La 21 iunie, acesta atacă, fără rezultat, orașul Francavilla, dar mai târziu reușește să cucerească Milazzo. Recucerește Messina și ajunge în fața orașului Palermo.
Presiunea pe care flota britanică o exercită asupra forțelor spaniole este eficientă. Ca răspuns, Spania decide să slăbească unitatea Marii Britanii, încă foarte recentă, sprijinind iacobinii scoțieni în acțiunile lor de independență. La 6 martie 1719, o flotă spaniolă de aproape 5.000 de soldați părăsește portul Cadiz pentru a debarca pe coasta scoțiană. Condițiile atmosferice contrare și vigilența flotei britanice au împiedicat succesul expediției. În luna următoare, o altă flotă este pregătită în A Coruña unde sunt îmbarcați 300 de soldați spanioli care ajung pe coasta de vest a Scoției aproape de Eilean Donan Castle. În luna iunie, mica forță (împreună cu 1.000 de soldați din Scoția) luptă în Bătălia de la Glen Shiel. Britanicii contraatacă debarcând în Galiția o forță de aproximativ 4.000 de oameni între septembrie și octombrie, capturând orașul Vigo și îndreptându-se spre Pontevedra.
În luna august, Provinciile Unite intră în război, și devine clar faptul că Spania se va confrunta simultan cu forțele cvadruplei alianței.
Prin urmare, guvernul de la Madrid caută o negociere, dar aliații prezintă o condiție prealabilă: Cardinalul Alberoni trebuie să fie înlăturat din guvernul spaniol înainte de orice negocieri. La 5 decembrie 1719 Alberoni îți pierde toate puterile și este invitat să părăsească țara în următoarele două săptămâni. La 20 februarie 1720 este semnată Pacea de la Haga punându-se capăt războiului. 

### Războiul din America
În America de Nord, războiul ia forma unui conflict franco-spaniol care are loc în principal în sud-vestul american, între Louisiana franceză și Florida spaniolă. Pe parcursul anului 1719, francezii, plecați din Louisiana, sub comanda guvernatorului Jean-Baptiste Le Moyne de Bienville, cuceresc Pensacola. În Vest, conflictul se încheie tot cu un eșec spaniol, care nu reușesc să pună capăt prezenței comercianților francezi infiltrați de mai multe triburi din New Mexico, amenințând să preia minele de argint din Noua Spanie. Expediția Villasur din 1720 a fost o înfrângere usturătoare a spaniolilor în fața forțelor franceze și ale indienilor Pawnee.

## Consecințele războiului
Filip al V-lea a trebuit să returneze toate zonele ocupate. Fiul lui Elisabetei Farnese, Carol (1716-1788), a primit ducatul Parmei și Piacenzei și Toscana după dispariția liniei Farnese. Colonia americană Pensacola este returnată Spaniei de către francezi. Habsburgii renunță la Sardinia și primesc definitiv Sicilia în schimbul renunțării la orice pretenție la tronul Spaniei. Victor Amadeus al II-lea este recunoscut rege al Sardiniei. Într-un fel, războiul cvadruplei alianțe a fost continuarea războiului succesiunii spaniole, care a lăsat incertitudini în privința unor probleme în ceea ce privește puterile mediteraneene. De-a lungul următorilor ani, Spania a ieșit din izolare și cu ajutorul războiului de succesiune din Polonia (1733-1738) a reușit să preia controlul asupra Neapolelui și Siciliei.